# Ветеран (Вајоминг)
Ветеран (енгл. Veteran) насељено је место без административног статуса у америчкој савезној држави Вајоминг.

## Демографија
По попису из 2010. године број становника је 23, што је 5 (-17,9%) становника мање него 2000. године.
| Група             | 2000.       | 2010.      |
| Белци             | 28 (100,0%) | 20 (87,0%) |
| Афроамериканци    | 0 (0,0%)    | 0 (0,0%)   |
| Азијати           | 0 (0,0%)    | 0 (0,0%)   |
| Хиспаноамериканци | 0 (0,0%)    | 0 (0,0%)   |
| Укупно            | 28          | 23         |